# Costa del Príncipe Harald
La Costa del Príncipe Harald (en noruego: Prins Harald Kyst) es la porción de la costa de la Tierra de la Reina Maud en la Antártida, ubicada a lo largo de la bahía Lutzow-Holm. Se extiende entre la península Riiser-Larsen (68°55′S 34°00′E / -68.917, 34.000) y la entrada oriental de la bahía marcada por el ángulo de la costa en el meridiano 40° Este. Al oeste limita con la costa de la Princesa Ragnhild y al este con la costa del Príncipe Olaf.
En 1973 el Ministerio de Industria de Noruega, que reclama su soberanía sobre ella, dispuso correr el límite este de la costa del Príncipe Harald hasta el glaciar Shirase (70°05′S 38°45′E / -70.083, 38.750). La reclamación noruega está restringida por los términos del Tratado Antártico.
Fue descubierta durante un reconocimiento aéreo el 4 de febrero de 1937, por Viggo Wideroe, Nils Romnaes, e Ingrid Christensen de la Expedición Lars Christensen, 1936-1937, y bautizada en honor al príncipe Harald, hijo del rey Olaf V de Noruega. 
En el sector oriental de esta costa, en la isla Ongul Oriental, se encuentra la base japonesa Syowa. (para Noruega se halla en la costa del Príncipe Olaf). 
El mar que baña las costas de su reclamación en la Tierra de la Reina Maud es llamado por Noruega mar del Rey Haakon VII, pero para otros países este mar solo se extiende entre el cabo Norvegia (límite con el mar de Weddell) y el meridiano de Greenwich. El mar que baña la costa del Príncipe Harald suele ser denominado mar de los Cosmonautas.